# Шпага
Шпа́га, заст. шпа́да (італ. spada, що сходить до лат. spatha) — колюча, рідше колючо-рубаюча холодна зброя — прямий (до 1 м і більш) плоский або трикутний клинок з руків'ям.
Розповсюдилася в 16 ст., була відмітною зброєю дворян, перебувала на озброєнні до 19 ст.

## Спортивна шпага
Спортивна шпага — сталевий, гнучкий клинок 3-гранного перерізу з ефесом; наконечник з електроконтактним пристроєм. Довжина не більше 110 см, маса не більше 770 г.